# Wikipédia en novial
Wikipédia en novial (Wikipedie in novial) est l’édition de Wikipédia en novial, langue construite. L'édition est lancée le 30 septembre 2006,,,,. Son code est : nov.
Au 20 mars 2025, l'édition en novial contient 1 852 articles et compte 12 764 contributeurs, dont 30 contributeurs actifs et 2 administrateurs.
Les autres éditions de Wikipédia en langue construite sont, par ordre de date de lancement : espéranto créée en 2001 (367 896 articles) ;  interlingua, créée en 2002 (29 857 articles) ; volapük (40 778 articles) ; ido (54 454 articles) ; interlingue (13 090 articles) ; lojban, créées en 2004 (1 338 articles) ; lingua franca nova, créée en 2018 (4 459 articles) et kotava, créée en 2020 (29 892 articles).

## Statistiques
- Le 12 mars 2015, l'édition en novial compte 1 771 articles et 5 253 utilisateurs enregistrés[6], ce qui en fait la 211e[7] édition linguistique de Wikipédia par le nombre d'articles et la 219e[8] par le nombre d'utilisateurs enregistrés, parmi les 287 éditions linguistiques actives.
- Le 22 octobre 2022, elle contient 1 523 articles et compte 10 945 contributeurs, dont 14 contributeurs actifs et 3 administrateurs.
- Le 5 septembre 2024, elle contient 1 664 articles et compte 12 413 contributeurs, dont 13 contributeurs actifs et 2 administrateurs.